# Alice Amafo
Alice Hortencia Amafo (Paramaribo, 4 de febrero de 1977) es una política y exministra de Surinam. Fue la ministra más joven en la historia de Surinam con solo 28 años de edad. Para el nuevo gobierno de Desi Bouterse se convirtió en ministra del vivienda y asuntos sociales el 16 de agosto de 2010.

## Carrera
En 1996 obtuvo su diploma y posteriormente concurrió a la Universidad Anton de Kom a estudiar Economía, graduándose en el 2003. 
Desde el 2002 al 2005, la Dra Alice Amafo trabajó como secretaria ejecutiva y posteriormente como Oficial de Política de Jefatura en la Autoridad de Aviación Civil. Durante 2004 y 2005 fue Coordinadora de Estadísticas Aéreas. 
En el 2005, con el ABOP, Alice Amafo fue elegida jefa de la Oficina Científica y postuló para diputada en las elecciones parlamentarias de ese año. Aunque estaba en tercer lugar en la lista del distrito Paramaribo, la A-Combinación obtuvo una sola banca en el parlamento. En nombre de la A-Combinación ella fue designada Ministra de Transporte, Comunicaciones y Turismo, en septiembre del 2005, cargo en el que sucedió a Guno Castelen (SPA). En ese momento junto con Lygia Kraag-Keteldijk eran las únicas mujeres en el nuevo gabinete de Ronald Venetiaan. A finales de abril de 2006 el gabinete suma a la tercera mujer, que es Joyce Amarello. 
Al poco tiempo de haber jurado Amafo, Marlene Harris y Marcia Clumper, ambas en posiciones de responsabilidad en el ministerio, fueron cesadas de sus cargos. Luego de presiones desde el gobierno esta decisión fue anulada. 
En enero de 2006 asume como ministra, a pesar de que en una llegada al aeropuerto de Schipol es forzada a cooperar en un control sobre posesión de cocaína. Schiphol le ofreció disculpas por este entredicho en febrero pero a comienzos de marzo mientras se encontraba de tránsito en el aeropuerto de Schipol en viaje hacia Catar se la vuelve a detectar como portadora de trazas de drogas y es obligada a colaborar con estos controles. Cuando esta situación se complicó el embajador de Surinam en los Países Bajos, Edgar Amanh, debió intervenir. 
El 13 de marzo de 2007 Amafo renunció a su cargo de ministra, luego de que en los periódicos apareciera la noticia de que en la fiesta de su cumpleaños número 30 más de 10,000 dólares de fondos de los contribuyentes fue gastado en bebidas, comida y festejos. Luego la reemplazó Felisi Michel, Ministro de Desarrollo Regional quien al igual que Amafo pertenece a la A-Combinación, y posteriormente Maurice Hassan Khan (Interior, VHP), quien tomó sus responsabilidades en forma temporal hasta que en mayo de 2007 Richel Apinsa juró como ministra de Comunicaciones, Transporte y Turismo. Con Apinsa, que pertenece al ABOP al igual que Amafo, el gabinete nuevamente incluyó a tres mujeres.
El 16 de agosto de 2010 el presidente Desi Bouterse nombró su gabinete de ministros y designó a Amafo ministra de Agricultura y Vivienda, jurando el cargo ese mismo día.